# John Görnebrand
John Görnebrand, född 26 juli 1925 i Glimåkra församling, Kristianstads län, död 4 maj 2010, var en svensk socialchef, kommunalpolitiker och författare.
Görnebrand växte upp i en bondefamilj i Göinge och arbetade länge som dräng. Vid 38 års ålder började han studera på socialhögskolan i Lund. Efter socionomexamen arbetade han som socialsekreterare i bland annat i Ronneby stad och Värnamo stad och blev 1968 socialchef i Simrishamns stad, sedermera Simrishamns kommun. Han var då verksam inom Centerpartiet och gjorde sig känd som kritiker av den svenska välfärdsstaten. Han förespråkade bland annat sänkta skatter och  en friare alkoholpolitik. Då han inte fick gehör för sina idéer inom Centerpartiet grundade han 1973 det lokala partiet Kommunens Väl, vilket från 1976 även gick under namnet Centrumdemokraterna. 
Görnebrand var inspirerad av de danska partierna Centrum-Demokraterne och Fremskridtspartiet och hans parti, som kom att betraktas som ett missnöjesparti på högerkanten, vann 1976 representation i Simrishamns, Båstads och Svalövs kommuner. Han avgick som partiledare 1982 och efterträddes då av Harry Franzén i Svalöv. Partiet splittrades senare; i Simrishamns kommun kallar man sig numera Österlenpartiet och har försökt tona ned sin tidigare utpräglade högerprofil. Under senare år var Görnebrand främst känd som författare av hembygdslitteratur.